# Ver.di Bildungszentrum Haus Brannenburg
Das ver.di Bildungszentrum Haus Brannenburg ist ein Seminarhaus und Erholungsheim. Es liegt in der oberbayerischen Gemeinde Brannenburg.

## Geschichte

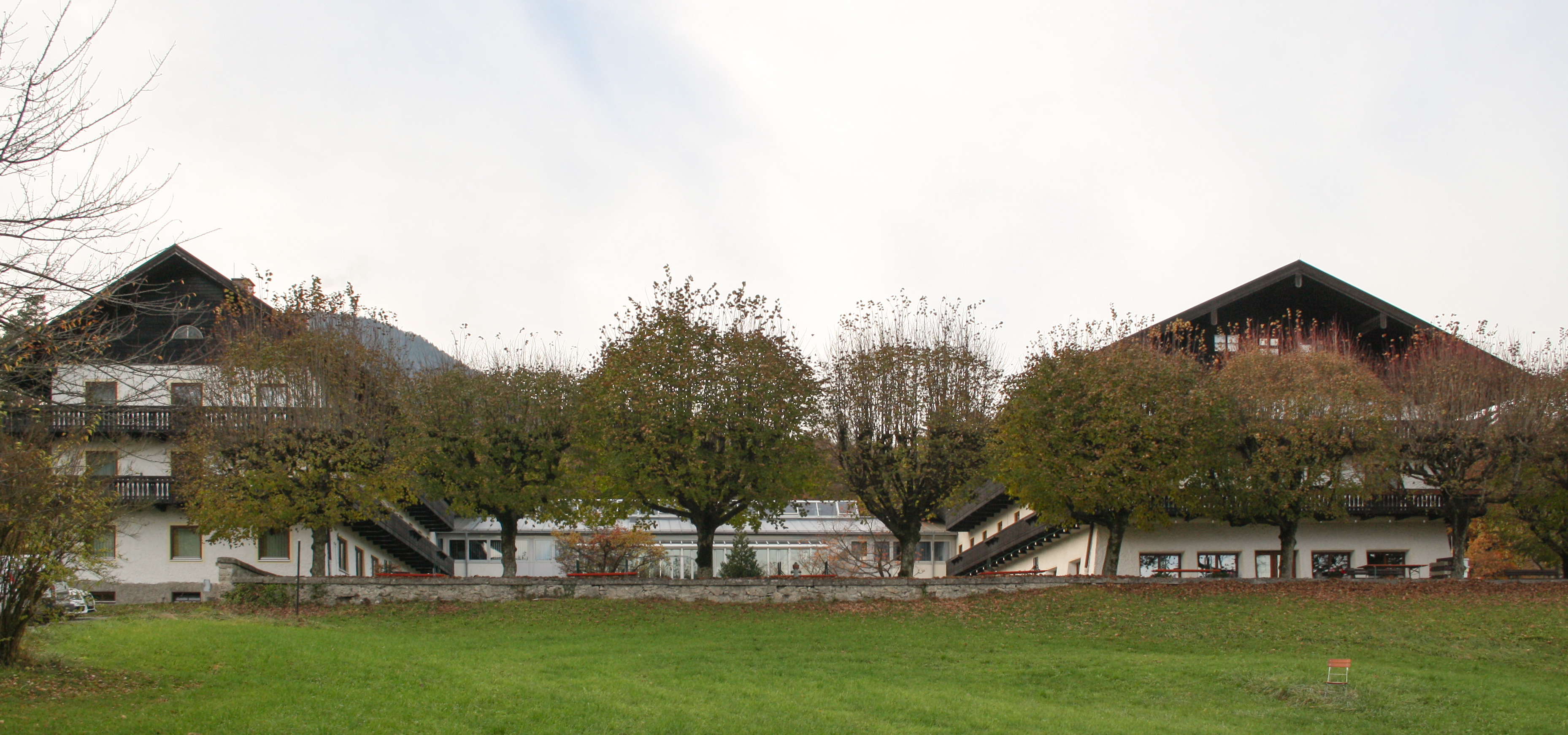
Das Haus Brannenburg. Blick von der Straße auf die beiden Gästehäuser.

Die Geschichte des Hauses Brannenburg reicht bis in das Jahr 1390 zurück. Doch erst mit der Eröffnung am 31. Mai 1914 wurde es als Haus der ersten bayerischen Postgewerkschaft, dem „Verband des bayerischen Post- und Telegraphenpersonals“ (Kurzbezeichnung „Bayerischer Postverband“), ein Haus gewerkschaftlicher Bildungsarbeit. Insofern blickt es auf eine 100-jährige wechselvolle Geschichte zurück und ist ein sehr traditionsreiches Haus der gewerkschaftlichen Bildungsarbeit.

### Das Haus des Verbandes des bayerischen Post- und Telegrafenpersonals
Bereits 1882 gab es erste nachgewiesene Versuche, Postbeschäftigte in Bayern gewerkschaftlich zu organisieren. Es entstanden verschiedene Personalverbände wie beispielsweise der „Bayerische Postbotenverband“. Doch erst am 25. Februar 1900 wurde der landesweit auftretende „Verband des bayerischen Post- und Telegrafenpersonals“ gegründet. Dieser kaufte 1913 als erste bayerische Postgewerkschaft das Haus „Erdsegen“, um damit ein Erholungsheim für Gewerkschaftsmitglieder zu schaffen. Das Geld in Höhe von 110.000 Goldmark wurde neben den Ersparnissen des Verbandes vor allem über Anteilscheine, die an die Mitglieder verkauft wurden, aufgebracht. Nach kleineren Umbaumaßnahmen wurde das Haus am 31. Mai 1914 feierlich eröffnet. Es hatte 28 Gästezimmer, besaß eine Wirtschaftskonzession und fand große Resonanz unter den Mitgliedern.

### Krieg und Weimarer Zeit
Bereits acht Wochen nach der Eröffnung begann der Erste Weltkrieg. Dieser hatte große Auswirkungen auf den Betrieb des Hauses. Im Urlaub befindliche Beschäftigte wurden zurückberufen, neue Urlaube nicht mehr genehmigt. Später wurde das Haus komplett dem bayerischen Kriegsministerium für verwundete Soldaten zur Verfügung gestellt. In der Weimarer Zeit schlossen sich, mit der Eingliederung der bayerischen Post in die Deutsche Reichspost am 1. April 1920, die beiden Gewerkschaften Bayerischer Postverband und Deutsche Postgewerkschaft zu einer einheitlichen Organisation mit Sitz in München zusammen. Das Haus wurde dabei in das Eigentum des Landesverbandes Bayern der Deutschen Postgewerkschaft überführt. Mit Hilfe weiterer Anteilsscheine und von zwei Lotterien wurde der hintere Teil des Hauptgebäudes ausgebaut um die Aufnahmekapazität zu erhöhen. 1924 wurde der vordere Gebäudeteil neu erstellt, so wie er praktisch heute noch sichtbar ist. Grundlage dafür war der Plan des Architekten Karl Kergl.

### Faschismus und Rückübereignung
Nach der Auflösung der freien Gewerkschaften durch die Nationalsozialisten im Jahr 1933 ging das Haus an die NS-Organisation „Reichsbund der deutschen Beamten“ über. 1940 wurde das Haus für 350.000 Reichsmark an die Deutsche Reichspost verkauft. Von dieser wurde das Haus während des Zweiten Weltkriegs als Lazarett genutzt. Nach dem Zweiten Weltkrieg wurde es als Ausweichbetrieb für das Krankenhaus München-Schwabing genutzt. Neue Eigentümerin des Hauses wurde nach der NS-Diktatur und Verhandlungen mit den Wiedergutmachungsbehörden die Nachfolgerin der ursprünglichen Besitzerin, die „Wirtschaftliche Vereinigung des Postpersonals in Bayern e.V.“. Diese war die Vorgängerin der Deutschen Postgewerkschaft (DPG), die sich neu nach dem Prinzip der Einheitsgewerkschaft organisierte.

## Vom Schulungs- und Erholungsheim der Deutschen Postgewerkschaft …

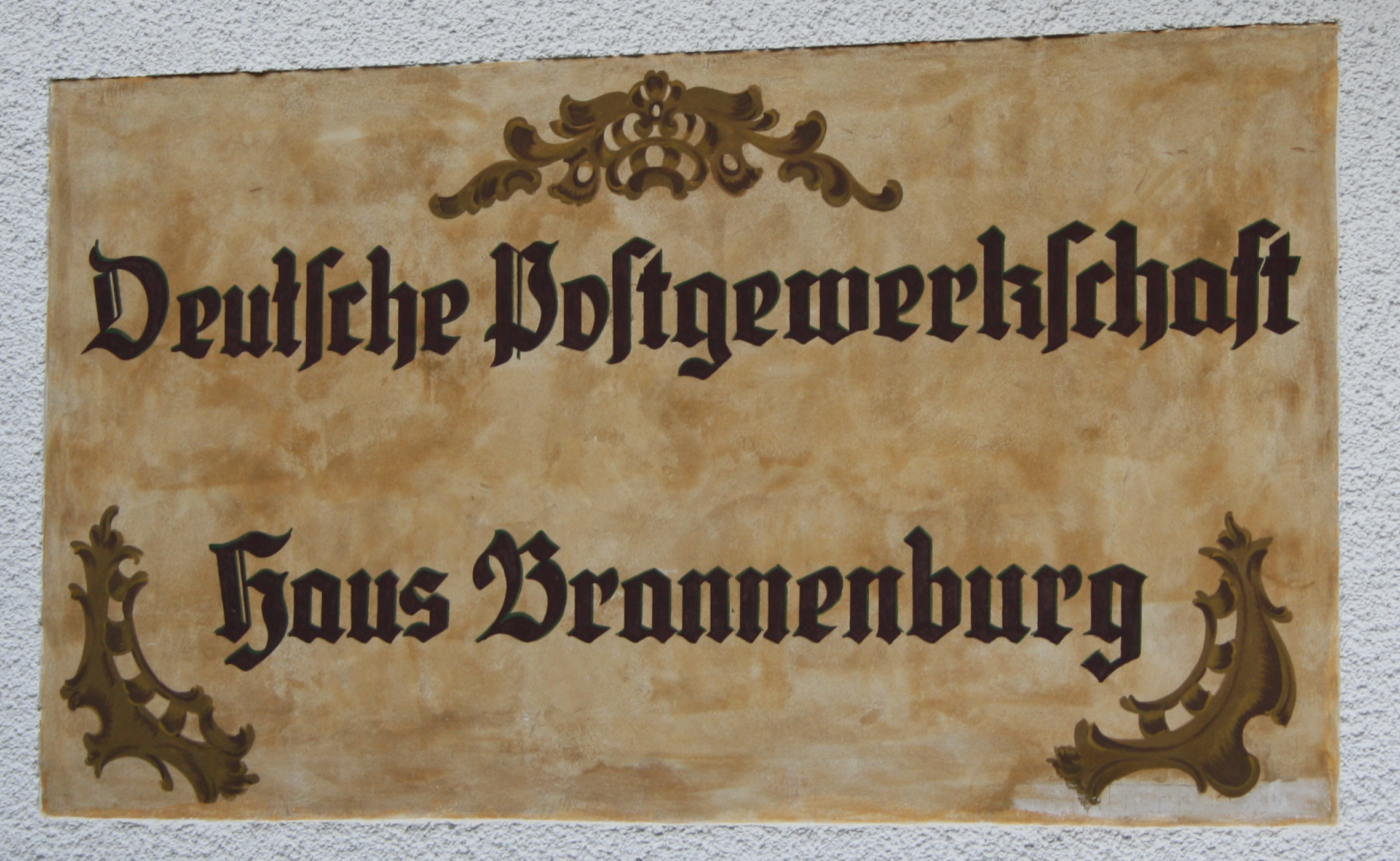
Das Haus war lange Zeit ein Bildungs- und Erholungszentrum für die Deutsche Postgewerkschaft.

Bereits 1946 fand die Gründung der „Gewerkschaft des Eisenbahn- und Postpersonals“ statt, der die Ausgründung der „Landesgewerkschaft Post- und Fernmeldewesen Bayern“ in Regensburg folgte. Der erste Vorsitzende der Deutschen Postgewerkschaft, Bezirksverwaltung München, Karl Ruhland, war zugleich Vorsitzender der „Wirtschaftlichen Vereinigung“ als Eigentümerin des Hauses. Am 4. Juni 1951 wurde das Haus wieder eröffnet, am 12. Juni wurde der Wirtschaftsbetrieb aufgenommen. Zehn Jahre nach dem Verkauf an die Reichspost ging das Haus am 19. Dezember 1950 also wieder in das Eigentum der „Wirtschaftlichen Vereinigung des Postpersonals in Bayern“ über. Die notwendigen umfangreichen Erneuerungsmaßnahmen konnten erst 1963 abgeschlossen werden. Erst danach konnte wieder voll bewirtschaftet werden. 1969 wurde das Haus an die Treuhandgesellschaft der Deutschen Postgewerkschaft übergeben.
Obwohl zunächst nur die bayerischen und pfälzischen Bezirke der DPG als Eigentümer fungierten, entwickelte sich das Haus Brannenburg zu einer zentralen Tagungsstätte und wichtigen Seminarort der gesamten Deutschen Postgewerkschaft. Zunächst waren für Seminare gar keine eigenen Räume vorgesehen. Die Seminargestaltung fand auf Basis von Referaten in Form von „Dreitagesseminaren“ statt. Dem Umstand des Seminarbetriebs wurde das Haus Brannenburg erst mit vielen Um- und Erweiterungsbauten, vor allem in den 1980er und 1990er Jahren gerecht. Basis dafür war der Bau des Mitteltraktes mit seinen zwei Seminarräumen. Obwohl im Haus Brannenburg viele wichtige Tagungen und Konferenzen durchgeführt wurden und speziell dafür ein variabler Tagungstrakt sowie das „Glashaus“ errichtet wurden, hatte das Haus Brannenburg, im Gegensatz zum zentralen Bildungszentrum der DPG in Gladenbach (Hessen), erst sehr spät (ab 2003) – und nur sehr kurz – eine pädagogische Betreuung. Das führte dazu, dass konzeptionell fast keine Impulse für die Bildungsarbeit in der DPG von Brannenburg ausgingen. Sehr beliebt war das Haus in der Mitgliedschaft jedoch auch für Erholungszwecke, oft in Kombination mit Bildungsmaßnahmen. Und das, obwohl es in Bayern nie die Möglichkeit spezieller Bildungsurlaube gab.

## … zum ver.di Bildungszentrum Haus Brannenburg

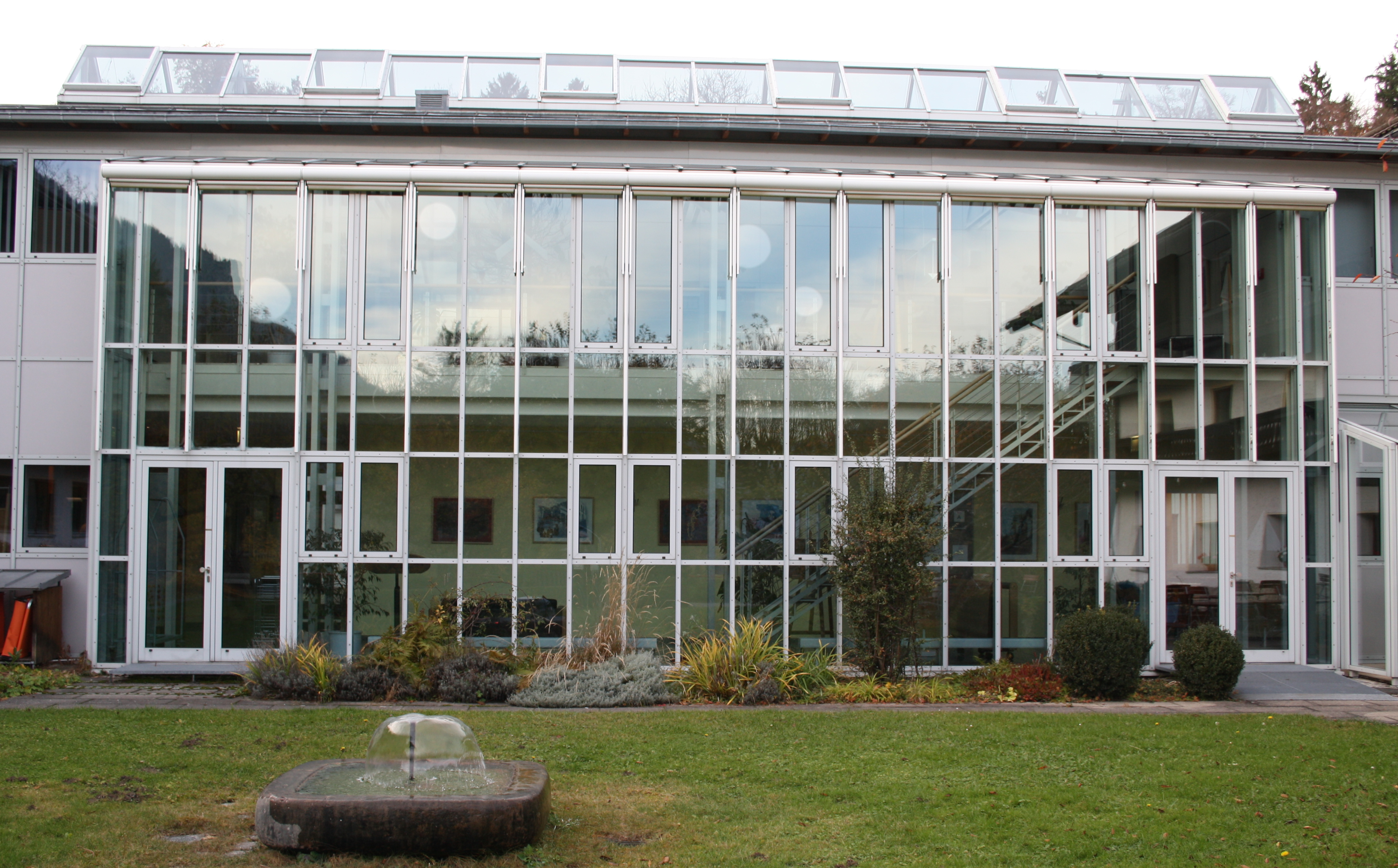
Blick auf die Glasfassade
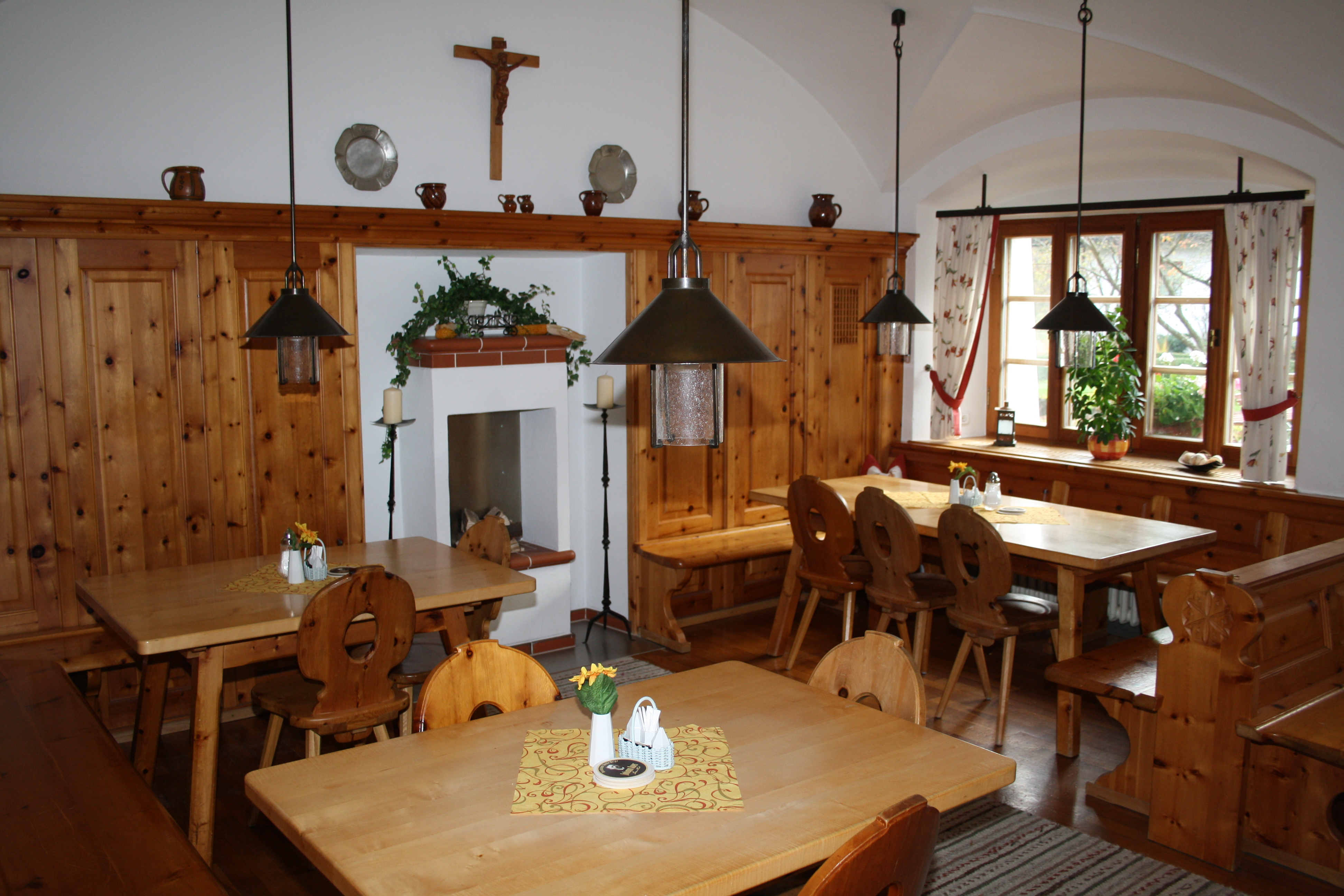
Die Stube
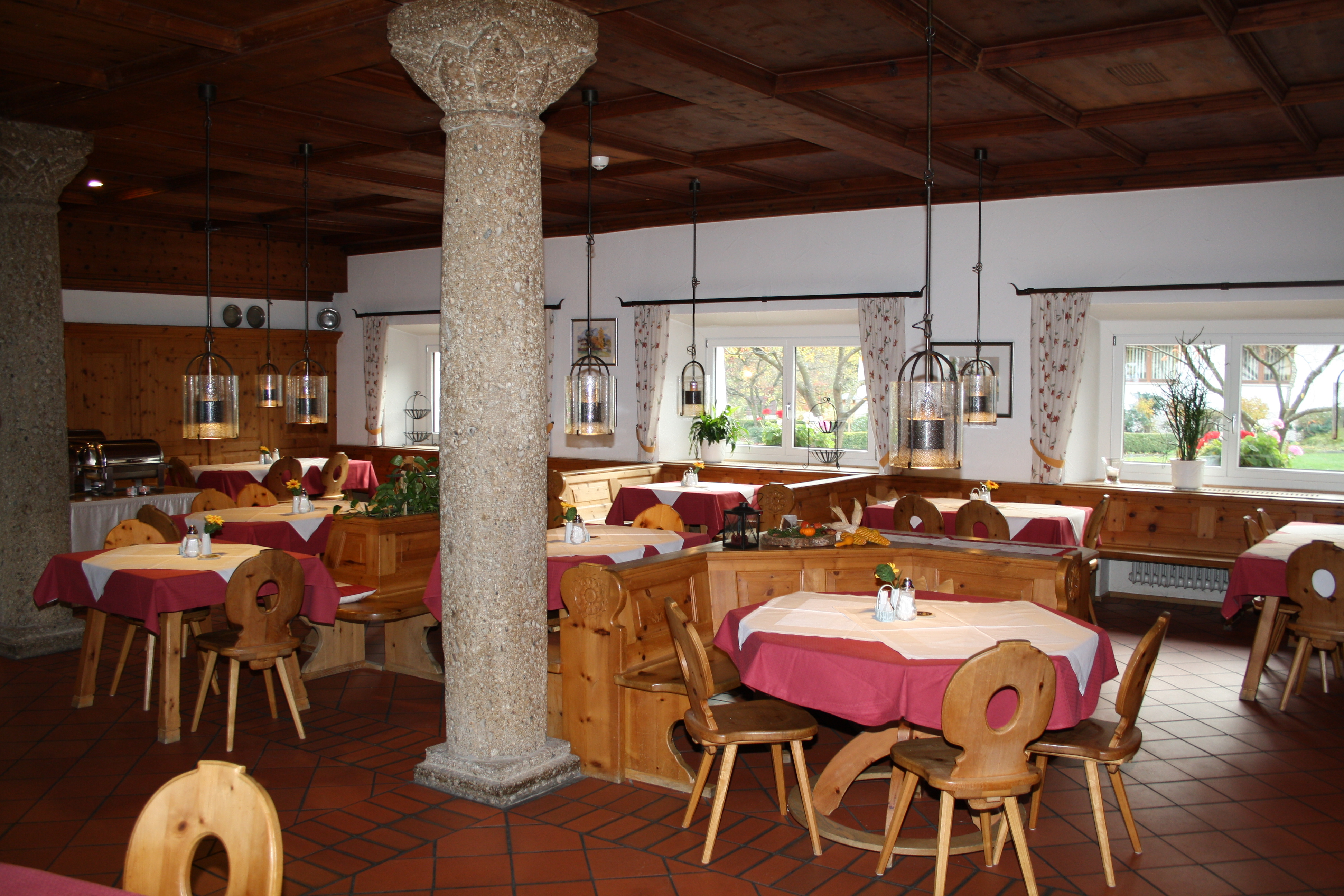
Der Speisesaal
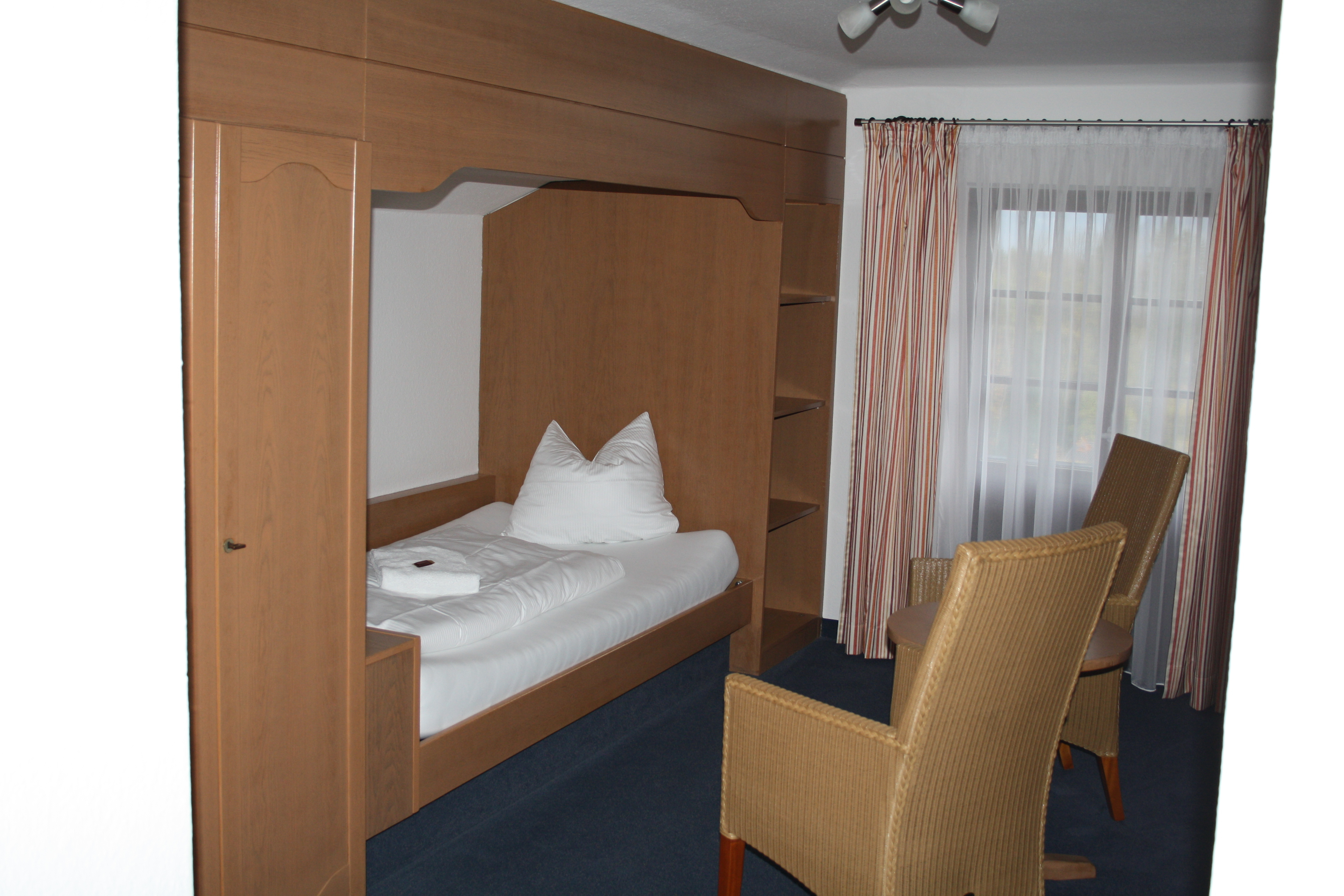
Ein Zimmer

Seit 2003 ist das Haus Brannenburg eines der zehn zentralen Bildungshäuser der Gewerkschaft ver.di mit einem eigenen Bildungsangebot und einem eigenen Schwerpunkt. Dabei werden neben zentralen Angeboten im Bereich der politischen Bildung auch Seminare für betrieblichen Interessenvertretungen angeboten. Letztere werden durch ein internes Büro von ver.di b+b (Bildung und Beratung) organisiert und durchgeführt. Auch das ver.di Bildungszentrum Haus Brannenburg gehört damit zum für Gewerkschaftliche Bildungsarbeit zuständigen Ressort 04 auf Bundesebene.

## Der Schwerpunkt Nachhaltigkeit
Auch das Haus Brannenburg war und ist dem „Profilbildungsprozess“ der zentralen Bildungsstätten von Ver.di unterworfen. Die bisherigen Schwerpunkte Internationales, Kommunikation und Konflikte sowie Team- und Gremienarbeit wurden 2010 durch den Schwerpunkt Nachhaltigkeit ergänzt. Seit diesem Jahr wird über das „Brannenburger Forum Nachhaltige Entwicklung“ das Thema Nachhaltigkeit und nachhaltige Entwicklung aktiv aufgegriffen. Speziell das Nachhaltigkeitsforum hat eine bundesweite Resonanz in Ver.di. Auch baulich will das Haus Brannenburg auf diesen Schwerpunkt reagieren und Standards setzen. Beispielsweise über ein Null-Emissions-Konzept.